# Boca Chica (Panama)
Boca Chica è un comune (corregimiento) della Repubblica di Panama situato nel distretto di San Lorenzo, provincia di Chiriquí. Si estende su una superficie di 88 km² e conta una popolazione di 441 abitanti (censimento 2010).